# Deuteronomistická škola
Termínem Deuteronomistická škola se v biblistice označuje škola či skupina teologicky i časově příbuzných písařů, autorů a redaktorů několika knih Starého zákona. Svůj název odvozuje od Deuteronomia, které je o něco starší než knihy deuteronomistického korpusu[zdroj⁠?!] a tvoří jejich ideovou základnu. Právě podle principů vyjádřených v Deuteronomiu o něco málo pozdější autoři sepsali nebo zredigovali texty, které na Deuteronomium navazují, rozvíjejí je a aplikují jeho teologii na skutečné dějiny.

## Deuteronomistické dějiny
Deuteronomická škola je autorem v prvé řadě tzv. deuteronomistického dějepisného díla. Jedná se o celek historických knih popisujících dějiny Izraele (viz Starověké dějiny Židů od vstupu do zaslíbené země (tj. od událostí popsaných v Deuteronomiu) až do zániku Izraelského a o něco později i Judského království. Knihy vznikaly buď v době babylonského zajetí nebo velmi krátce po něm, tj. pravděpodobně v druhé polovině 6. století př. n. l. Jedná se o následující knihy: Kniha Jozue, Kniha Soudců, 1. kniha Samuelova, 2. kniha Samuelova, 1. kniha královská, 2. kniha královská.
Deuteronomističtí autoři zpracovávají ve svých knihách mnoho starších tradic a spojují je tak, aby vytvořili jeden více méně souvislý obraz dějin Izraelského národa. Jejich hlavním úmyslem je při tom zdůraznit, jak mohlo dojít k národní katastrofě zániku obou monarchií a k vystěhování národa do cizí země, když Bůh zaslíbil otcům Izraele ochranu a požehnání. Odpověď lze podle deuteronomistů spatřit v nevěrnosti Izraelitů Boží smlouvě. Smlouva uzavřená v Deuteronomiu je smlouva dvoustranná: Bůh i lid se zavazují plnit její podmínky. Zatímco Bůh byl vždy a stále věrný, lid neustále hřešil a smlouvu porušoval. Proto ho nakonec Bůh opustil a vydal do rukou nepřátel.
Deuteronomistické historické dílo tedy není „nestranné“, ale zpracovává starší materiály takovým způsobem, aby čtenáři vyzdvihlo jistý aspekt dějin Izraele, tj. aspekt jeho hříšnosti, která vedla k jeho zavržení a zániku. V rámci Starého zákona však je doplněno pozdějšími texty, které jsou svědky obnovení národa po babylonském zajetí.

### Principy deuteronomistické historiografie
Deuteronomisté svého cíle dosahují zdůrazňováním několika silných aspektů. Těmi jsou následující:
Král a vůbec instituce monarchie je nazírána velmi negativně (na rozdíl např. od soudobých žalmů, kde král je zcela zřejmě prostředníkem Boží milosti). Když deuteronomisté v 1. knize Samuelově popisují ustavení monarchie, popisují ji jako něco, co si lid vymohl proti přání a vůli Boha, jen proto, aby se podobal ostatním okolním národům (srov. 1 Sam 8–10). Z celé řady izraelských a judských králů jsou pozitivně hodnoceni jen tři: David, který je prototypem krále (i když David zhřešil, uměl se kát a přijmout Boží trest), Chizkijáš a Jóšijáš (neboť se zasadili o náboženskou reformu, která byla úzce spojena s deuteronomickými principy). Všichni ostatní jsou hodnoceni jako ti, „kteří nekráčeli ve stopách svého otce Davida a činili to, co je zlé v Hospodinových očích“). Tím autoři zdůrazňují hříšnost nejen královu, ale v osobě krále-svůdce lidu i neustálou hříšnost celého národa. Prototypem „hříšného krále“ je většinou Jarobeám I.
Proroci jsou chápáni jako nástroj, kterým se Bůh snažil celou dobu dějin národa povolat svůj lid na správnou cestu a napomínat ho. Avšak Izraelité proroky neposlouchali, zakazovali jim prorokovat, bili je a zabíjeli. Tím odmítali nikoli jen proroky, ale samotného Boha, jehož prostředníkem byli. Prorokem par excellence je pro deuteronomisty Jeremjáš, poslední prorok před pádem Judy a před zajetím. Na něm autoři příkladně ukazují násilný a těžký úděl Božího proroka.
Lid je v moci svého krále a jím je neustále sváděn ke hříchu. Dějiny lidu jsou dějinami sociálního bezpráví, náboženské nevěrnosti, modloslužby, nekajícnosti. Lid neustále tíhne k tomu, aby si stavěl různé svatyně a klaněl se různým bohům. Velmi příkladně to ukazuje především kniha Soudců.

## Redakce prorockých knih
Kromě historického cyklu (a různých menších či větších dodatků v jiných knihách) mají deuteronomisté na svědomí i sebrání výroků předexilních proroků (Ámos, Ozeáš, Micheáš, Izajáš, Jeremjáš a další), jejich doplnění a konečnou redakci. K této redakci a k vydání textů prorockých knih došlo podobně jako v případě deuteronomistického díla na konci 6. století př. n. l. Deuteronomisté se zabývali těmito výroky proto, že osoba proroka pro ně byla velmi důležitá (viz výše). Můžeme tedy v jistém smyslu považovat prorocké knihy (z hlediska deuteronomistů) jako „dodatek“ nebo „přílohu“ k historiografickému cyklu, který dokládá, jak Bůh svůj lid varoval a snažil se ho přimět k obrácení skrze kázání svých proroků.